# Bonnie Herman
Bonnie Herman (* um 1945) ist eine US-amerikanische Pop- und Jazzsängerin.

## Leben und Wirken
Bonnie Herman, die aus Chicago stammt, veröffentlichte unter eigenem Namen im Mai 1966 bei Columbia den von John Simon produzierten und komponierten Popsong „Stay with Me“ (B-Seite „Playground at Midnight“). Im September folgte eine weitere Single, „Hush Don't Cry“; auf der B-Seite war der Lennon-McCartney-Song „Here, There and Everywhere“. Ab 1967 war sie Mitglied des Vokalensembles The Singers Unlimited, an deren Alben für MPS und Pausa wie A Capella (1971), In Tune (mit Oscar Peterson), Christmas (1972), Invitation (mit Art Van Damme, 1973) und Just in Time (mit Roger Kellaway, 1977) sie bis Anfang der 1980er-Jahre mitwirkte. 1977 war sie außerdem Bandvokalistin bei Les Hooper; 1979 wirkte sie bei Eberhard Webers ECM-Album Fluid Rustle mit. In den 1990er-Jahren arbeitete sie mit Fred Simon, Joanie Pallatto, Ken Nordine und Bobbie Lewis. Im Bereich des Jazz war sie zwischen 1971 und 1998 an 27 Aufnahmesessions beteiligt.